# André Billy
Pour les articles homonymes, voir André Billy (football) et Billy.
André Billy, né le 13 décembre 1882 à Saint-Quentin et mort le 11 avril 1971 à Barbizon, est un écrivain français.

## Biographie
Il est né en 1882 dans l'Aisne. Après des études, de dix à quatorze ans au petit séminaire de Liesse-Notre-Dame, qui le destinaient à devenir curé de campagne, il poursuit en définitive des études secondaires chez les jésuites. Après avoir obtenu le baccalauréat, il s'installe à Paris. Journaliste, il fréquente diverses personnalités littéraires, telles Francis Carco, André Salmon, Max Jacob, Guillaume Apollinaire, et se consacre bientôt à l'écriture. Il commence à écrire en 1907 et va consacrer plus d'un demi-siècle aux lettres. À ses débuts, il utilise parfois le nom de plume « Jean de l'Escritoire ».
André Billy écrit notamment, dans ses premières œuvres puis dans l'entre-deux-guerres, des récits philosophiques et humoristiques, tels Barabour, ou encore La Malabée, des récits de psychologie amoureuse, tels La Femme maquillée, Princesse folle, L'Amie des hommes, Pauline, ..., des romans populaires, tels Nathalie ou les enfants de la terre, Métro Marbœuf, Malvina, Le duc des Halles. Enfin, il utilise des récits de fiction pour décrire ces milieux ecclésiastiques qu'il a côtoyé dans son adolescence, par exemple dans Bénoni, L'Approbaniste, Introïbo, indiquant sur ce sujet d'inspiration : « J'ai failli être prêtre, et loin de me faire prendre le sacerdoce en aversion, ce passé fait que ma pensée ne peut s'en détacher ». Il reprendra après la Seconde Guerre mondiale ce même type de sujet dans des ouvrages de fiction, notamment avec  Le Narthex publié en 1949, ou encore Madame de publié en 1954 (et consacré à une abbesse).
Il s'installe en 1914 au no 13 rue de Seine à Paris, derrière l'Institut. Il est proche de Guillaume Apollinaire, de Paul Léautaud et d'André Rouveyre ; Léautaud, sous le pseudonyme de Maurice Boissard, dresse son portrait dans le numéro de juin 1922 de la NRF.
De 1917 à 1939, il travaille pour des maisons d'édition et continue d'écrire dans des journaux, comme critique ou comme chroniqueur. Il est ainsi le critique littéraire de L'Œuvre. Il dirige la collection Leurs Raisons et collabore au Figaro de 1939 à sa mort. Fréquentant Barbizon à partir de 1907, il se fait construire en bordure de forêt la Villa La Chevrette, où il s'installe définitivement en 1930. Il écrit  Les Beaux Jours de Barbizon et Fontainebleau, délice des poètes ainsi que d'autres textes sur la région. Des descriptions de la région se trouvent dans plusieurs de ses romans.

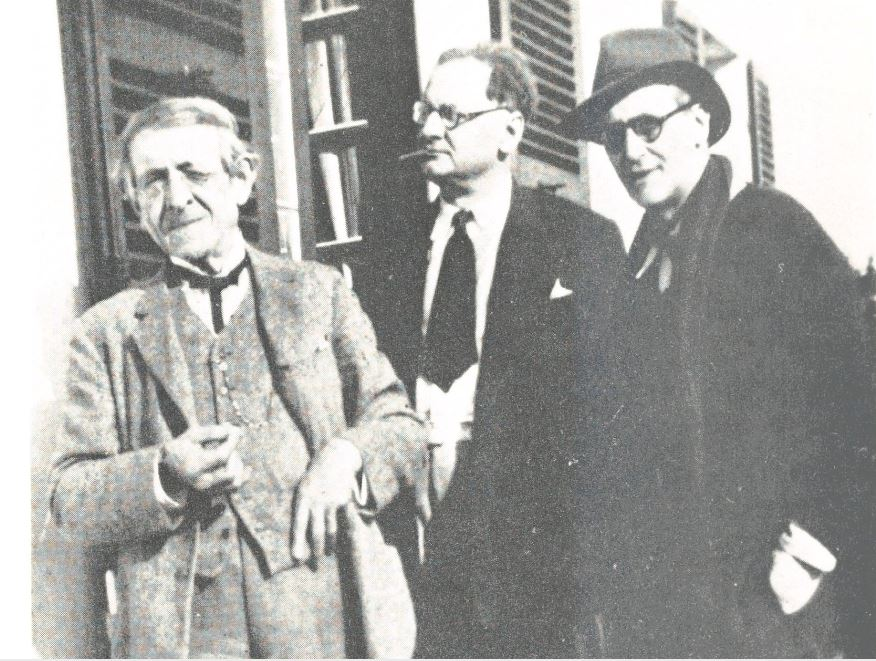
Paul Léautaud, André Billy et André Rouveyre vers 1938.

André Billy est membre de l'Association des Courriéristes Littéraires des journaux quotidiens (qui édite chaque année L'Ami du lettré, revue de l'année littéraire et artistique et dont le président est Fernand Divoire) et président d'honneur de la Société des amis de Philéas Lebesgue (fondée en 1930).
Retiré à Lyon pendant l'occupation allemande durant la Seconde Guerre mondiale, il entreprend une série de biographies : Vie de Balzac, Vie de Diderot, et Vie de Sainte-Beuve. Il est également critique littéraire à L'Aurore.
Il se présente à l'Académie Goncourt en 1943, postulant au siège de Pierre Champion, décédé en juin 1942. Mais son élection, obtenue en 1943, ne sera entérinée qu'à la fin de l'année suivante, cet épisode illustrant les tensions dans les milieux littéraires pendant cette période. En décembre 1943, une minorité d'académiciens (J.-H. Rosny jeune, René Benjamin, Sacha Guitry, Jean de La Varende) a en effet refusé d'entériner cette élection d'André Billy (face à Paul Fort). Sacha Guitry et Jean de la Varende en particulier signent aussi  une déclaration commune pour menacer de démissionner si ce vote était rendu public. Billy avait en effet éreinté dans ses écrits Sacha Guitry et Jean La Varende, et refusait toute collaboration. En 1944, le Comité national des écrivains exclut de son sein quatre membres de cette académie : Sacha Guitry, René Benjamin, Jean Ajalbert et Jean La Varende. L'élection de Billy sera validée le 23 décembre 1944 par six voix contre 3, Rosny jeune ayant décidé de se rallier à sa candidature,.
Après la guerre, il est auteur des Chroniques du samedi dans Le Figaro littéraire. Il dirige la publication de la collection « Histoire de la vie littéraire » des Éditions Tallandier, en y contribuant pour L'Époque 1900. La collection de ses chroniques dans plus de cent journaux européens totalise plus de 11 000 articles. En 1952, il consacre à nouveau un tome complémentaire à Sainte-Beuve. Il obtient la même le prix des Ambassadeurs pour l'ensemble de son œuvre. En 1954, il est lauréat du grand prix national des Lettres.
Son épouse meurt en 1965. Il meurt six ans après, en avril 1971, et est inhumé au cimetière de Barbizon. Il avait fait don à la ville de Fontainebleau de sa bibliothèque (28 000 ouvrages et de ses archives littéraires (300 000 documents).

## Publications

### Romans, récits biographiques, essais et nouvelles
- Benoni, mœurs d'église, roman, Sansot, Paris, 1907.
- La Dérive, roman, Louis-Michaud, Paris, 1909 ; réédité en 1920 sous le titre La Dame de l’Arc-en-Ciel.
- Paris vieux et neuf, La Rive droite et La Rive gauche (2 vol.), Eugène Rey éd., Paris, 1909.
- La Malabée, ornées de dessins par Laboureur, Société littéraire de France, Paris, 1917.
- Barabour ou l'Harmonie universelle, roman, La Renaissance du livre, Paris, 1920.
- Écrit en Songe. Variétés ornées de dessins par Laboureur, Société littéraire de France, Paris, 1920.
- D'homme à homme, nouvelle, les œuvres libres 14, août 1922, Fayard, Paris, 1922.
- La Muse aux besicles, essais de critique littéraire, La Renaissance du Livre, Paris, 1922.
- L'Ange qui pleure, roman, Éditions de la Nouvelle Revue critique, Paris, 1925.
- La Trentaine, roman, Messein, Paris, 1925.
- L'Épopée de Ménache Foïgel (Le Fléau du savoir, Comme Dieu en France, Le Lion, l'Ours et le Serpent), avec Moïse Twersky, 3 tomes, Plon, Paris, 1927-1928.
- La Littérature française contemporaine, Colin, Paris, 1927.
- Banlieue sentimentale, roman, Crès, Paris, 1928.
- La Femme maquillée, roman, Flammarion, Paris, 1932.
- Princesse folle, roman, Flammarion, Paris, 1933.
- L'Amie des hommes, roman, Flammarion, Paris, 1935.
- Quel homme es-tu ? roman moderne, Flammarion, Paris, 1936.
- L'Approbaniste, roman, Flammarion, Paris, 1937.
- Nathalie ou les Enfants de la terre, roman, Flammarion, Paris, 1938.
- Introïbo, roman, Flammarion, Paris, 1939.
- Le Double Assassinat de la maison du bœuf, nouvelles, Éditions du milieu du monde, Genève, 1941.
- Pauline, roman, Flammarion, Paris, 1941.
- L'Herbe à pauvre homme, récit, Flammarion, Paris, 1942.
- Le Duc des halles, Édouard Aubanel, Avignon, 1943.
- Métro Marboeuf, roman, Intercontinentale Édition, Monaco, 1945.
- Max Jacob, Seghers Collection Poètes d'aujourd'hui, 1945
- Le Six, roman, Flammarion, Paris, 1946.
- Malvina ou le Bataillon de Napoléon II, roman, Éditions de la Table Ronde, Paris, 1946.
- Guillaume Apollinaire, Seghers Collection Poètes d'aujourd'hui, 1947
- Le Narthex, roman, Flammarion, Paris, 1949.
- Chapelles et Sociétés secrètes dans l'histoire, Corrêa, 1951.
- L'Époque 1900, J. Tallandier, 1951.
- Sainte-Beuve, sa vie et son temps, Flammarion, tome II en 1952.
- Madame de, Flammarion, 1954.
- L'Allegretto de la septième roman, 1960.
- Du noir sur du blanc, roman, 1963.
- Joubert, enigmatique et delicieux, Gallimard, 1969.
- L'Abbé Prévost, un singulier bénédictin auteur de Manon Lescaut, Flammarion, 1969.
- Stanislas de Guaita, biographie, Mercure de France, 1971.

### Souvenirs
- Paris littéraire en 1910, 1941-42 (Les œuvres Libres N° 229, 1945, pp. 5-58) ;
- La Terrasse du Luxembourg, 1945 ;
- Le Pont des Saints-Pères, 1947 ;
- Le Balcon au bord de l'eau, 1949 ;
- Les Beaux Jours de Barbizon, 1947 (davantage centré sur l'histoire de la ville) ;
- Le Badaud de Paris et d'ailleurs, 1959 (comprend également « Adieu aux fortifications ») ;
- Sur les bords de la Veule, 1965